# Ayta ash Shab

Ayta ash Shab (Árabe: عيطا الشعب; também transliterado Ayta al-Sha'b, Ayta a-Shaab, Ayta ash-Shab ou Ayta ash Sha'b') é uma pequena aldeia localizada no sul do Líbano, a cerca de 1 km a nordeste da fronteira com Israel.
A 12 de Julho de 2006, o Hezbollah iniciou um ataque transfronteiriço a uma patrulha israelita, que teve lugar na fronteira israelo-libanesa perto de Ayta ash Shab e Zar'it. O resultado foi a captura de dois e a morte de vários soldados israelitas, o que despoletou o Conflito israelo-libanês de 2006.